# درکونی

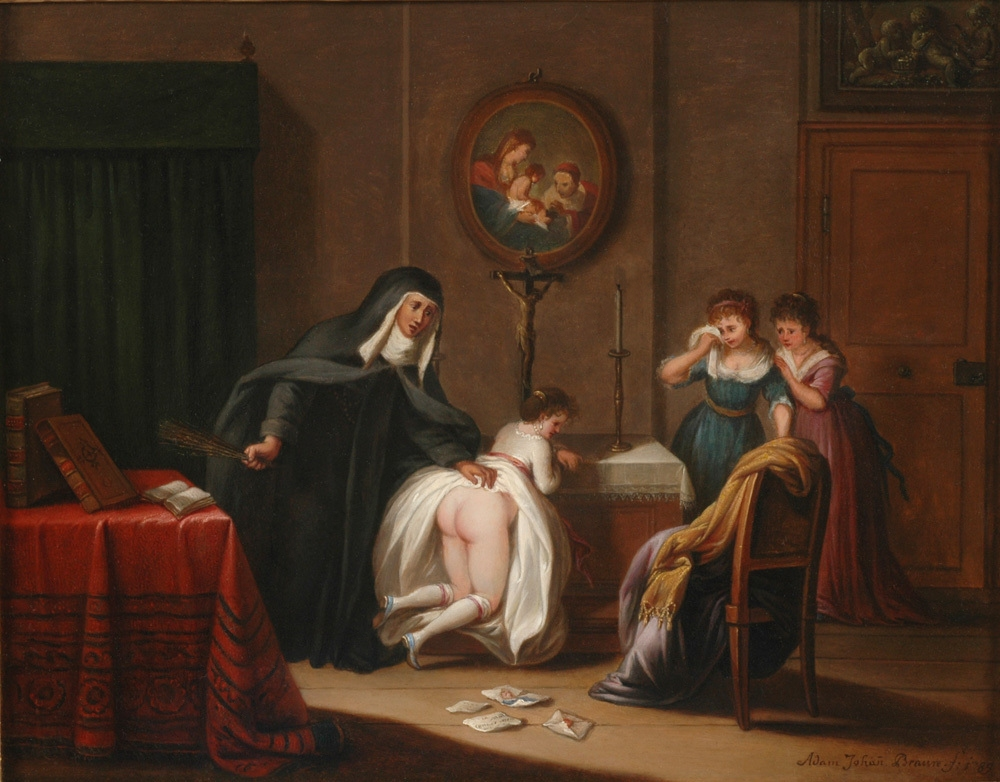
یک نقاشی از تنبیه دختری توسط یک راهبه.

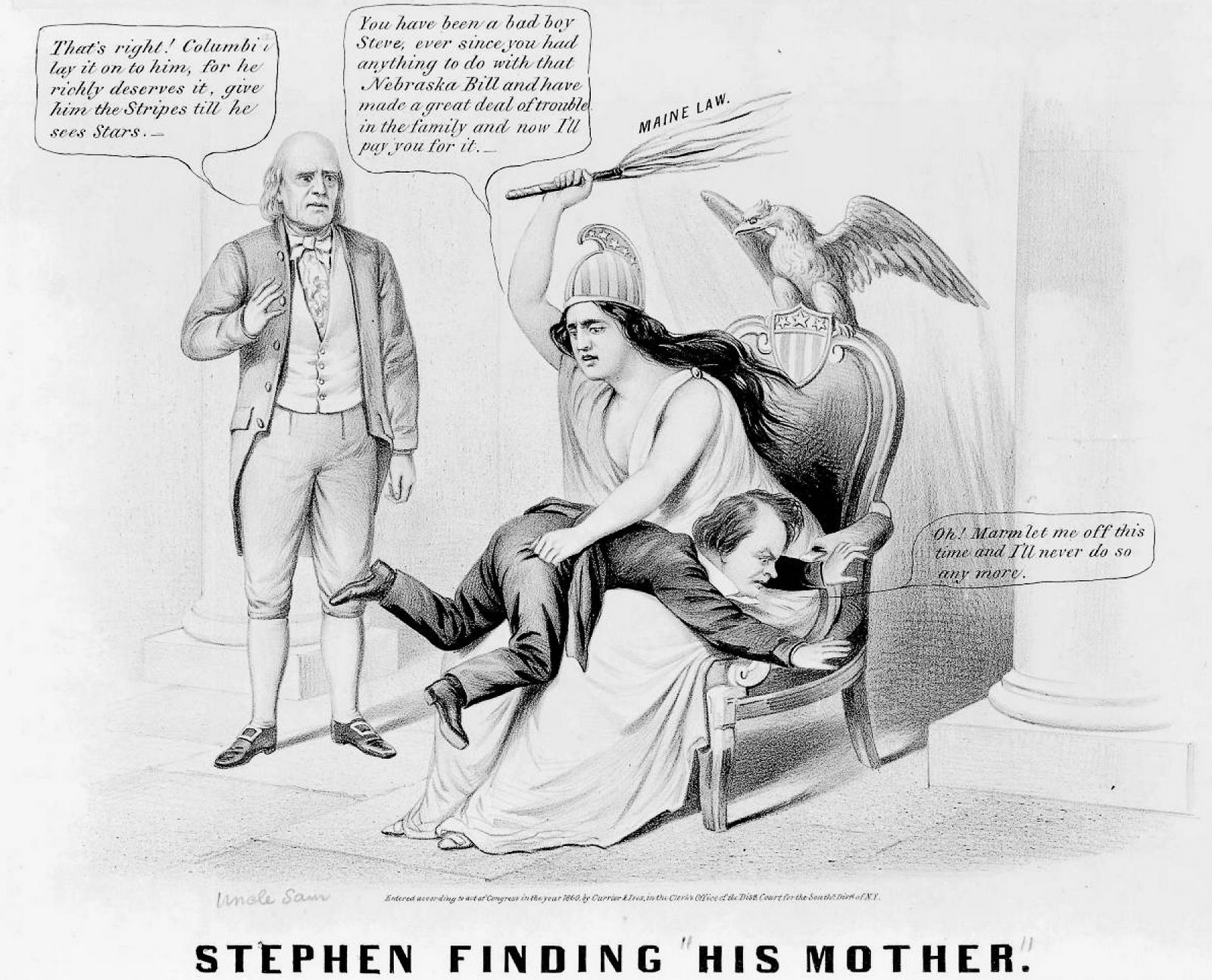
کاریکاتور سیاسی استیون ای. داگلاس در حال درکونی خوردن از کلمبیا در حالی که عمو سام در حال نگاه کردن است.

درکونی (به انگلیسی: Spank) نوعی تنبیه بدنی است که در آن با دست یا وسیله‌ای ضربه‌هایی به باسن شخص وارد می‌کنند. این ضربه‌ها، دردهای کوتاهی ایجاد می‌کنند. این روش تنبیه در مدارس برخی کشورها در گذشته بسیار مرسوم بوده‌است.

## درکونی زدن بزرگسالان

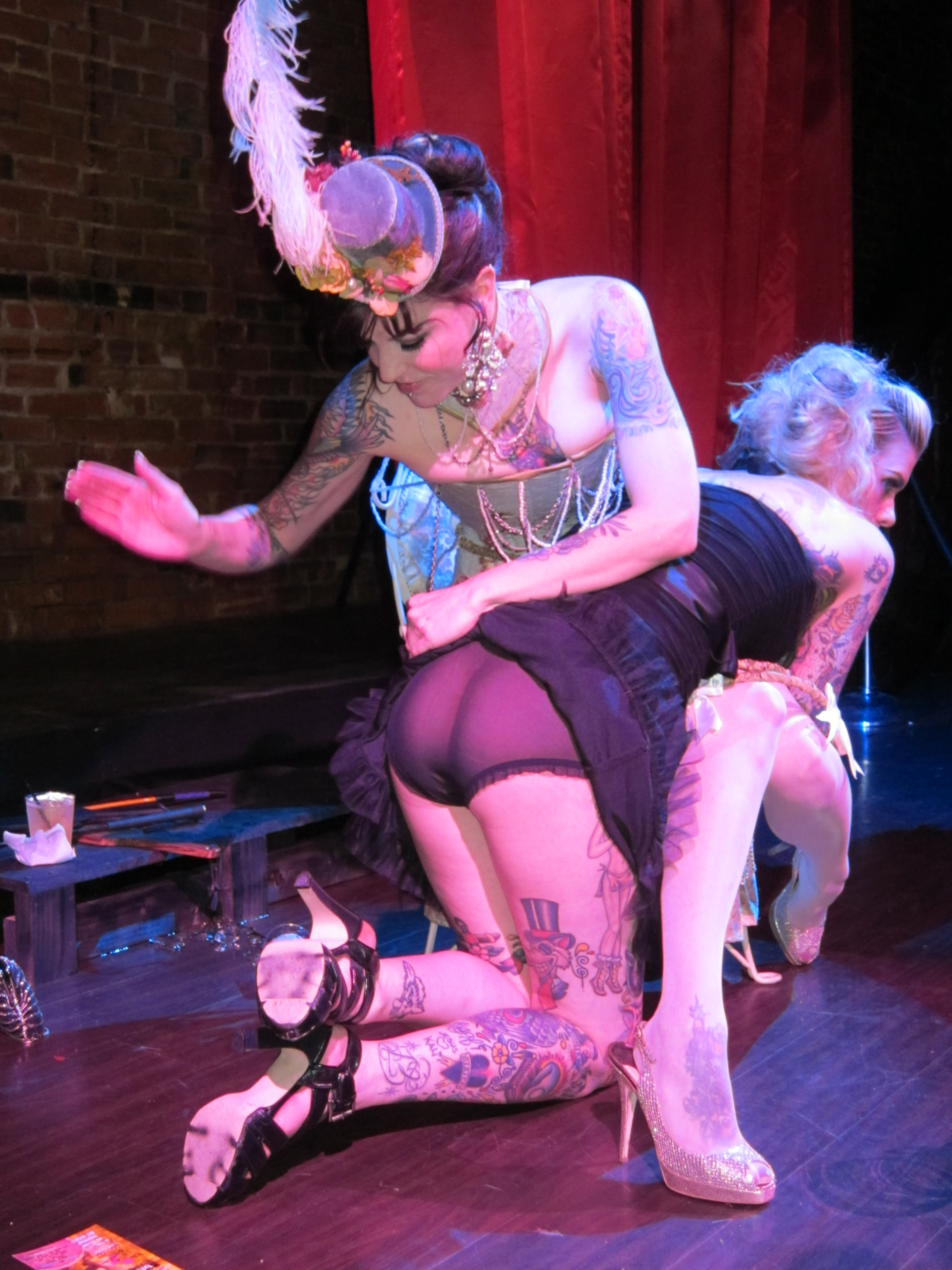
درکونی جنسی زدن

در برخی از فرهنگ‌ها، تنبیه کردن زنان، توسط مرد خانواده یا شوهر وجود دارد و در برخی موارد از رسم‌های رایج است. این نوع تنبیه که از آن به عنوان خشونت‌های خانگی هم یاد می‌شود به خاطر افزونی قدرت فیزیکی مرد نسبت به زن یا اینکه به‌طور سنتی مرد رئیس خانواده است بر روی زنان نسبت به مردان بیشتر صورت می‌گیرد. همچنین درکونی زدن در بخشی از بازی‌های جنسی برای برانگیختن شهوت و تحریک جنسی نیز به روش‌های مختلف به کار می‌رود.

## ابزارها
- چوبدستی
- کمربند
- برس
- شلاق
- خط‌کش
- دست